# El alma herida
El alma herida foi uma telenovela produzida pela Telemundo  e exibida entre 15 de dezembro de 2003 e 26 de julho de 2004.
Foi protagonizada por Rebecca Jones, Alejandro Camacho, Itatí Cantoral e Gabriel Porras e antagonizada por Rodrigo de la Rosa. 

## História
Uma família cheia de esperanças de que toma uma difícil decisão de atravessar a fronteira dos Estados Unidos em busca do sonho americano, deixando tudo para trás sem suspeitar que o destino irá desempenhar um mau passe os separando tragicamente. 
Eugenia Granados, com apenas onze anos de idade, seu pai Salvador Granados e seu irmão Daniel Salvador , por causa de perseguição por parte da polícia não podem cruzar a fronteira. Sua mãe Catherine é forçada por um coiote e vai para o outro lado da fronteira. Um jovem motorista de caminhão, Juan Manuel Mendoza, que parecia enviado do céu, fica chocado com a situação e resgata Eugenia, Salvador e Daniel. Em seguida, chegou a acreditar que Catherine morreu essa hipótese o deixa desolado.
A dor e o sofrimento dessa família comove Juan Manuel, um jovem tímido, discreto e generoso, que trabalha desde os 14 anos de idade e que se transforma no principal protetor dessa família, inclusive dando trabalho em sua oficina mecânica para Salvador. Eugenia será sempre agradecida a Juan Carlos a quem ela cai loucamente apaixonado posterior. 
Por seu lado, Catherine do outro lado da fronteira, apesar de passar através de muitas dificuldades, nunca para de tentar encontrar sua família. Ganha a vida como pode, sempre honestamente, até que finalmente terá a oportunidade de regressar ao México. Por outra infelicidade do destino, fazem com que ela acredite que sua família vive nos Estados Unidos e decide voltar. Entretanto, Salvador descobre que sua esposa está viva, mas ele crê que ela o deixou.
Quando Eugenia descobre que sua mãe está viva decide ir busca-la, não sem antes se despedir de Juan Manuel com um beijo, algo que o deixa atônito, dizendo que sempre o desejou. Ele fica totalmente confuso com isso porque a viu crescer e nunca teve outros olhos para algo além de amizade.
Quando esta em Los Angeles, Eugenia se dedica a estudar e se superar. Entretanto, as correspondências com Juan Manuel aumentam suas ilusões amorosas cada vez mais pela sua promessa de que a ascensão do romance por tanto tempo sonhado. O que ela ainda não suspeita de que essas letra não é de Juan Manuel, mas o seu irmão mais novo Alejandro personagem de Rodrigo De la Rosa, que leva tudo como um simples jogo sem saber as ilusões que cria.
Anos mais tarde, Eugenia finalmente é chegado o momento de regressar ao México e se encontrar com Juan Manuel, mas a sua chegada foi totalmente inesperada e desconcertante... o amor de dois homens, dois irmãos que lutam para ganhar os seu coração. Isso faz com que os dois criem diversas confusões, porém no fim, Juan prova que merece seu coração.

## Elenco
- Rebecca Jones ... Catalina Morales
- Alejandro Camacho ... Salvador Granados
- Itatí Cantoral ... Eugenia Granados
- Gabriel Porras ... Juan Manuel Mendoza
- Rodrigo De la Rosa ... Alejandro Mendoza
- Damián Alcázar ... Frank
- Dominika Paleta ... Patricia Araiza
- Gloria Peralta ... Adriana
- Elizabeth Cervantes ... Berta
- Marta Aura ... Dona Guadalupe
- Juan Carlos Martín del Campo ... Daniel Salvador Granados
- Guillermo Quintanilla ... Cruz Salazar
- Diana Ferreti ... Cristina
- Fabian Pena ... Guillermo Lopez Rizo
- Adriana Millan ...
- Adrián Alonso ... Daniel (criança)
- María Aura ... Isabel
- Alex Castillo ... Memo
- Ignacio Riva Palacio ...
- Fernanda Romero ... Clarita
- Enrique Sapene ... Nicholas King